# (10129) Fole
(10129) Fole est un astéroïde de la ceinture principale.

## Description
(10129) Fole est un astéroïde de la ceinture principale. Il fut découvert le 19 mars 1993 à La Silla par le programme UESAC. Il présente une orbite caractérisée par un demi-grand axe de 2,17 UA, une excentricité de 0,08 et une inclinaison de 2,0° par rapport à l'écliptique.

## Compléments